# John Tory
Pour les articles homonymes, voir Tory (homonymie).
John Howard Tory, né le 28 mai 1954 à Toronto, est un homme d'affaires et homme politique canadien, membre du Parti progressiste conservateur et maire de Toronto de 2014 à 2023.

## Biographie
En 1978, il épouse Barbara Hackett, avec laquelle il aura quatre enfants.
De 1981 à 1985, John Tory occupe le poste de secrétaire principal du premier ministre de l'Ontario Bill Davis. Par la suite il collabore avec le premier ministre canadien Brian Mulroney et est le principal organisateur de la campagne de Kim Campbell lors de l'élection fédérale de 1993. De 1996 à 2000, il est commissaire de la Ligue canadienne de football. Après avoir échoué à se faire élire maire de Toronto en 2003, Tory est élu chef du Parti progressiste-conservateur de l'Ontario l'année suivante. Lors de l'élection générale ontarienne de 2007, son parti arrive en seconde place et forme l’opposition officielle et Tory est lui-même défait dans la circonscription de Don Valley-Ouest contre la députée sortante Kathleen Wynne
En 2008, une rumeur voulait que le premier ministre du Canada Stephen Harper nomme le député progressiste-conservateur Bob Runciman au Sénat. Ceci aurait permis de libérer le siège de la circonscription de Leeds—Grenville, favorable aux progressistes-conservateurs, mais la nomination n'a pas eu lieu. En janvier 2009, la députée Laurie Scott démissionne de son poste dans Haliburton—Kawartha Lakes—Brock pour permettre à Tory de faire son entrée à l'Assemblée législative. Défait par le candidat libéral de cette élection partielle, il démissionne de la chefferie en mars 2009.
Le 27 octobre 2014, il est élu maire de la ville de Toronto, avec 40,27 % des voix, contre 33,7 % pour Doug Ford et 23,1 % pour Olivia Chow. Le 1er décembre suivant, il est assermenté et succède à Rob Ford.
Il est réélu le 22 octobre 2018 en obtenant 63,5 % des voix, face notamment à l'urbaniste Jennifer Keesmaat qui attire 23,59 % des suffrages, et de nouveau le 24 octobre 2022 avec 62 % des voix.
Le 10 février 2023, il annonce sa démission, après avoir admis avoir entretenu une relation extra-conjugale avec une employée de la mairie pendant plusieurs mois.

## Prises de position
Tory est critiqué par certains conservateurs pour ses opinions socialement libérales sur un certain nombre de questions, y compris le mariage entre personnes de même sexe. Ses politiques économiques sont moins bien définies. Il est généralement associé aux Red Tories.